# Canon EOS 300D
Die Canon EOS 300D (in den USA vermarktet als: Digital Rebel, in Japan: Digital Kiss) ist eine digitale Spiegelreflex-Kamera des japanischen Herstellers Canon, die ab Herbst 2003 erhältlich war. Ihre Produktion wurde 2005 eingestellt.
Die Kamera darf nicht mit dem ähnlich bezeichneten Modell Canon EOS 300 desselben Herstellers  verwechselt werden, bei der es sich um eine zwischen 1999 und 2002 produzierte Spiegelreflexkamera für Kleinbildfilm handelt.

## Technische Merkmale

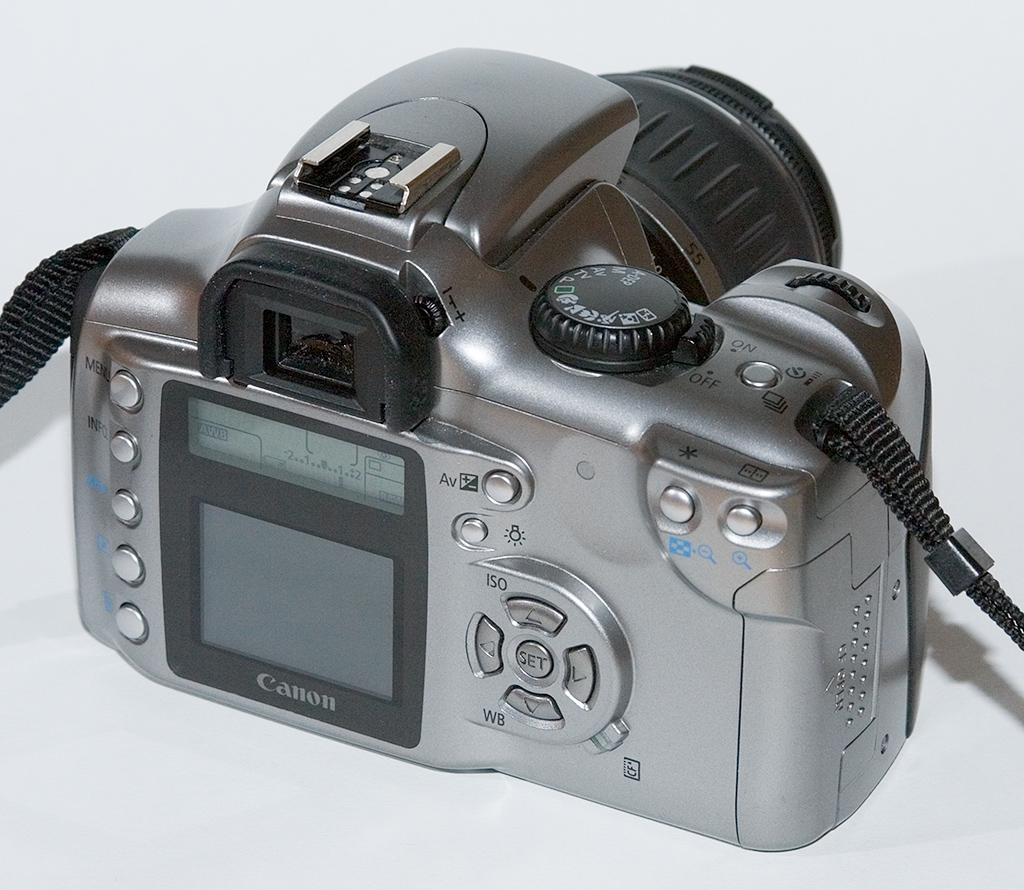
Rückansicht der Canon EOS 300D mit Daten- und Bilddisplay

Die Kamera besitzt einen 6,3-Megapixel-CMOS-Sensor im APS-C-Format der Größe 22,7 mm × 15,1 mm. Die Abmessungen des Kameragehäuses liegen bei 142 mm × 99 mm × 73 mm (B × H × T). Das Gewicht ohne Akku und Speichermedium (CompactFlash) bei rund 560 Gramm. Durch ihre Bauform ist die Kamera geeignet, das handelsübliche Zubehör der EOS-Reihe des Herstellers zu nutzen. Die Kamera ist kompatibel zu mehr als fünfzig Standard-Objektiven und weist einen Formatfaktor von 1,6 auf.
Bilder werden mit einer maximalen Auflösung von 3072 × 2048 Pixeln erstellt. Im JPEG-Format werden die Bilder mit einer Farbtiefe von 24 bit gespeichert, im Rohdatenformat (RAW) mit einer Farbtiefe von 36 bit. In jede RAW-Datei ist eine JPEG-Datei mittlerer Qualität integriert, die über ein zugehöriges Programm extrahiert werden kann. Eine gleichzeitige Speicherung von RAW- und JPEG-Bildern in zwei Dateien ist nicht möglich.
Die Kamera lässt sich auf die ISO-Werte 100, 200, 400, 800 und 1600 einstellen.
Neben den Belichtungsmodi Programmautomatik, Zeitautomatik, Blendenautomatik und manuelle Belichtung gibt es vordefinierte Programme wie Vollautomatik, Porträt, Landschaft, Nahaufnahme (Makro), Sport und Nachtaufnahme.
Die Kamera bietet eine Belichtungszeit von 1/4000 Sekunde bis 30 Sekunden. Daneben ist auch eine Langzeitbelichtungsfunktion (Bulb) vorhanden. Die Kamera wurde auch als Paket mit einem Objektiv EF-S 18–55mm f/3,5–5,6 des Herstellers verkauft.
Auf der Rückseite des Kameragehäuses befinden sich zwei Flüssigkristallanzeigefelder. Das obere Feld dient zur Anzeige des Bildzählers und diverser Aufnahmeparameter. Darunter befindet sich ein Farbdisplay mit einer Größe von 1,8″ und einer Auflösung von 115.000 Pixeln. Eine Vorschau auf das Motiv über das rückseitige Display (Live-View) ist nicht möglich; der Bildausschnitt wird über den optischen Sucher bestimmt, während das Display zum Überprüfen der gemachten Aufnahmen verwendet werden kann. Dabei ist eine Kontrolle der Schärfe durch eine softwareseitige Lupenfunktion möglich.
Ein eingebauter Lagesensor erkennt, wie die Kamera gehalten wird: Dadurch können im Hochformat gemachte Aufnahmen mit geeigneter Software in der Weiterverarbeitung automatisch richtig gedreht werden.

## Rezeption
Die EOS 300D war die erste digitale Spiegelreflexkamera, die für unter 1000 Euro in den Handel kam und damit im Consumer-Bereich angesiedelt war. Als „Einsteiger“-DSLR eröffnete sie ein völlig neues Marktsegment und war für Canon ein großer Verkaufserfolg. Die technischen Leistungsmerkmale waren für die damalige Zeit ausgezeichnet, war in der Kamera doch der gleiche Bildsensor verbaut wie in dem kurz zuvor erschienenen Mittelklassemodell EOS 10D. Im Vergleich zu damals verbreiteten kompakten Digitalkameras bot die EOS 300D eine Vielzahl von Möglichkeiten der kreativen Bildgestaltung. Der Bajonettanschluss war zudem kompatibel mit den Objektiven der analogen Kameras der EOS-Serie, wodurch Besitzer von solchen diese weiterhin benutzen konnten.
Die Kamera wurde in der Fachpresse überwiegend positiv besprochen. Kritik wurde an dem billig wirkenden Plastikgehäuse und dem vergleichsweise kleinen und dunklen Sucherbild geübt. Auch wurde bemängelt, dass der Kamera einige Funktionen der Profi-Modelle fehlten (z. B. keine direkte Möglichkeit der Auswahl des Belichtungsmessverfahrens und der Autofokusbetriebsart, keine Blitzbelichtungskorrektur, keine Spiegelvorauslösung, geringe Serienbildgeschwindigkeit). Die Bildqualität wurde hingegen gemeinhin nicht bemängelt. Einige Funktionen ließen sich durch Aufspielen einer manipulierten Firmware aktivieren.
Bemängelt wurde häufig die angeblich nicht vorhandene Unterstützung durch die Betriebssysteme Windows Vista und Windows 7. Tatsächlich wird die Kamera mit den Standardeinstellungen via USB nicht erkannt. Abhilfe schafft allerdings die Umstellung der Verbindungseinstellungen von „Normal“ auf „PTP“ im Kameramenü 2.

## Manipulierte Firmware
Die Technik der EOS 300D ähnelte stark dem größeren und teureren Modell EOS 10D. Um beide Modelle deutlich gegeneinander abzugrenzen, wurden vom Hersteller softwareseitig eine Reihe von Funktionen in der Firmware der EOS 300D deaktiviert. Schon bald kursierte im Internet allerdings eine gehackte (also nicht autorisierte) Firmware, die so manipuliert war, dass nunmehr zusätzliche Funktionen in der Kamera verfügbar wurden:
- Möglichkeit, den Auslöser bei nicht eingelegter Speicherkarte zu sperren
- Manuelle Steuerung der Autofokusfunktionsarten (Umschaltung auf Single AF oder Continuous AF ist möglich)
- 3200 ISO wird verfügbar und als H iso angezeigt
- Blitzsteuerung
- Individualfunktionen wie z. B. Spiegelvorauslösung (Spiegelverriegelung) werden aktiviert
- Serienbildfunktion wird erweitert
- Dateigröße der in der RAW-Datei eingebetteten JPEG-Datei bei Parallelspeicherung wird steuerbar

Garantie und Gewährleistungsansprüche erloschen durch das Aufspielen der nicht autorisierten Firmware.

## Optionales Zubehör
- Batteriegriff BG-E1
- Netzadapter ACK-E2
- Kabelfernbedienung RS-60E3
- Infrarot-Fernbedienung Canon RC-5 mit 2 s Verzögerung
- Infrarot-Fernbedienung Canon RC-1 mit 2 s oder ohne Verzögerung
- Zahlreiche Objektive für Canon-EF- und EF-S-Bajonett
- E-TTL-kompatible Blitzgeräte
- Dia-Duplikator

### Rezensionen
- Test bei digitalkamera.de
- Test bei Digital Photography Review (EN)